# Font de Pasqual

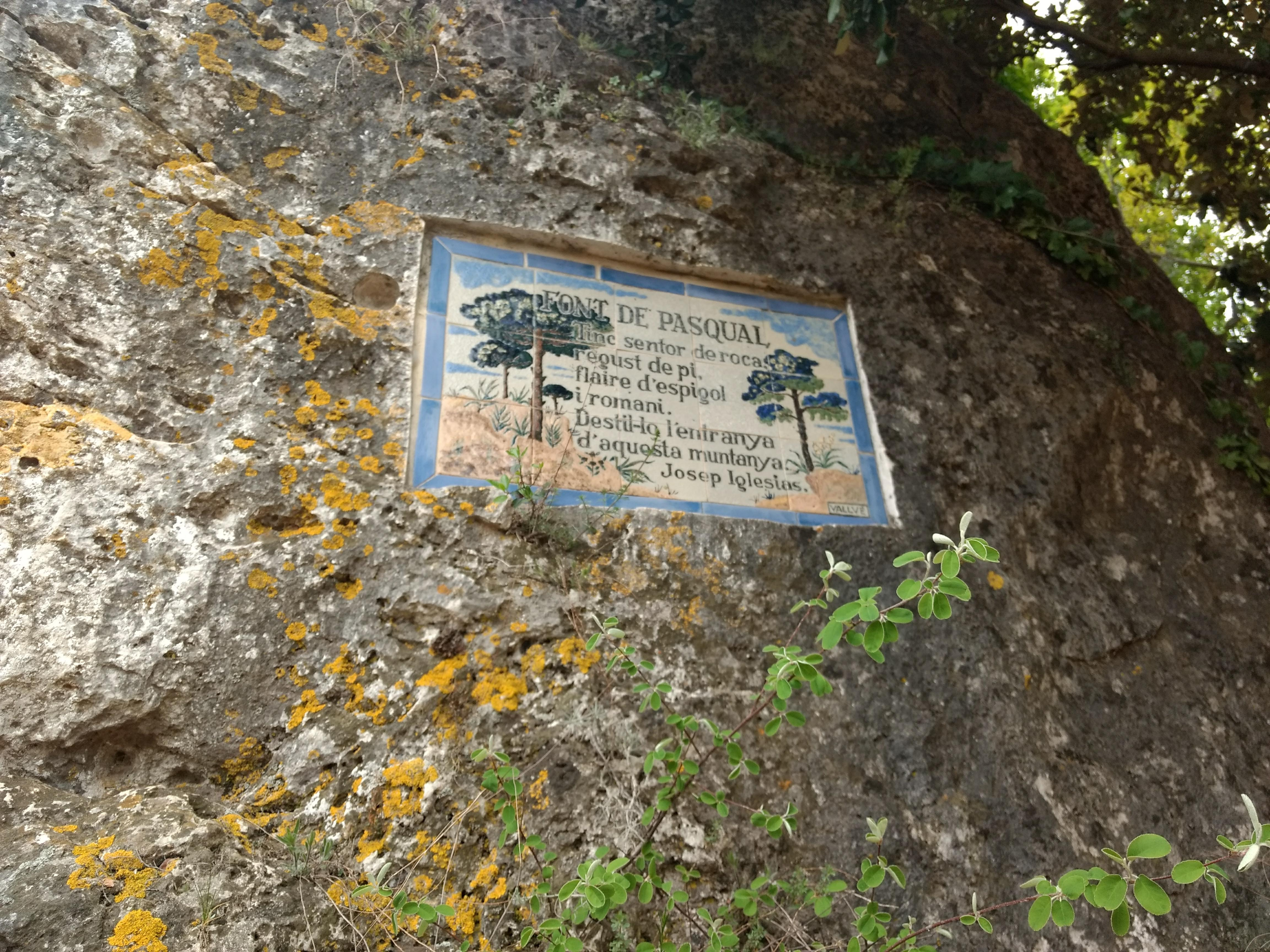
Poema de Josep Iglésies

La Font de Pasqual és una font natural que es troba al terme de La Riba, a l'Alt Camp, enmig del Bosc Gran de la Riba, a uns 445 m d'alçada sobre el nivell del mar i molt a prop del sender de gran recorregut GR-7. Està situada molt a prop de les restes de l'antic Mas de Pasqual.
La font no raja tot l'any: el seu cabal depèn de les pluges. Quan plou molt, comença a rajar amb força, però quan fa temps que no plou, es va perdent fins que pot arribar a quedar eixuta. L'aigua surt directament de la terra i es recull en una bassa que serveix com a punt de captació per als bombers, per si han d'actuar en incendis forestals.
L'aigua no està tractada ni clorada i no és considerada apta per al consum humà, molta gent en beu directament, ja que es considera força neta per venir de l'interior de la muntanya. Al costat de la font hi ha una placa amb un poema de Josep Iglésies.